# Milan Pugelj
Milan Pugelj pravo ime mu je Emil Franc Pugelj, slovenski pripovednik, pesnik, urednik, prevajalec in režiser, * 3. januar 1883, Novo mesto, † 3. februar 1929, Ljubljana.
Rodil se je očetu učitelju Francu in materi Mariji (rojena Muhič). Pugelj se je šolal v Novem mestu in Sušaku pri Reki, kjer je obiskoval gimnazijo, vendar je ni končal. Sprva je živel kot pisatelj in novinar v Ljubljani, pozneje je bil v letih 1910 do 1921 tajnik Slovenske matice, nato tajnik, nekaj časa tudi namestnik direktorja ljubljanskega Narodnega gledališča in režiser. Med letoma 1915 in 1917 je bil urednik Slovana in sourednik Ljubljanskega zvona (1918-1919).
Pugelj je najrajši slikal male ljudi, žalostne in smešne dogodke iz njihovega življenja. Ta snov mu je bila iz lastnega življenja blizu. Ker zaradi očetove smrti ni mogel dokončati gimnazije, se je preživljal s pisarniškim delom in pisateljevanjem. Že zelo zgodaj je pričel pisati pesmi in novele. Novele je zbral v knjigah: Mali ljudje (1911), Ura z angeli (1912), Brez zarje (1912), Mimo ciljev (1914), Zakonci (1916), Črni panter (1920), Naša leta (1920), Popotniki (1927).
Med službovanjem v Narodnem gledališču je prevedel in priredil nekaj dramskih besedil, opernih in operetnih libretov ter večkrat režiral, najuspešneje Shawovega Pigmaliona (1926) in komedijo
Pri lepi krčmarici Carla Goldonija (1927). 
Po njem se danes imenuje ulica v Novem mestu.